# کرویچن
کرویچن (به لهستانی:  Krojczyn) یک روستا در لهستان است که در گمینا دوبژنگ ناد ویسوان واقع شده‌است. کرویچن  ۴۵۳ نفر جمعیت دارد.